# Radical 54
El radical 54
, representado por el carácter Han 廴, es uno de los 214 radicales del diccionario de Kangxi. En mandarín estándar es llamado　廴部　(yín bù), en japonés es llamado 廴部, いんぶ　(inbu), y en coreano 인 (in). En los textos occidentales es llamado «radical “paso largo”».
El radical «paso largo» aparece siempre rodeando la parte inferior izquierda de los caracteres que están clasificados bajo este. Por ejemplo: 廸.

## Nombres populares
- Mandarín estándar: 建字底, jiàn zì dǐ, «parte inferior de “construir” (建)».
- Coreano: 민책받침부, min chaek batchim bu «radical 辶 sin decoración».
- Japonés:　延繞, （えんにょう）, ennyō, «parte rodeando la esquina inferior izquierda de 延 (en, estirar)»;　廴繞　（いんにょう）, innyō, «radical in rodeando la parte inferior izquierda».[1]
- En occidente: radical «paso largo».

## Galería
| Estilos antiguos                                 | Estilos antiguos                  | Estilos antiguos                        | Estilos antiguos                   | Estilos antiguos                   | Estilos empleados actualmente       | Estilos empleados actualmente  | Estilos empleados actualmente    | Estilos empleados actualmente   | Estilos empleados actualmente  |
|                                                  |                                   |                                         |                                    |                                    |                                     | 廴                             |                                  |                                 |                                |
| 甲骨文 jiǎgǔwén (escritura de huesos oraculares) | 金文 jīnwén (escritura de bronce) | 简帛 jiǎnbó (escritura de bambú y seda) | 篆文 zhuànwén (escritura de sello) | 篆文 zhuànwén (escritura de sello) | 隸書 lìshū (estilo de los escribas) | 楷書 kǎishū (estilo regular)   | 楷書 kǎishū (estilo regular)     | 行書 xǐngshū (estilo corriente) | 草書 cǎoshū (estilo de hierba) |
| 甲骨文 jiǎgǔwén (escritura de huesos oraculares) | 金文 jīnwén (escritura de bronce) | 简帛 jiǎnbó (escritura de bambú y seda) | 大篆 dàzhuàn (sello grande)        | 小篆 xiǎozhuàn (sello pequeño)     | 隸書 lìshū (estilo de los escribas) | 繁體／繁体 fántǐ (tradicional) | 简体／簡體 jiǎntǐ (simplificado) | 行書 xǐngshū (estilo corriente) | 草書 cǎoshū (estilo de hierba) |

## Caracteres con el radical 54

| trazos | carácter |
| ------ | -------- |
| + 0    | 廴       |
| + 3    | 廵       |
| + 4    | 延 廷 廸 |
| + 5    | 廹       |
| + 6    | 建 廻 廼 |
| + 7    | 廽       |